# Baskisk pelota vid panamerikanska spelen 2019
Baskisk pelota vid panamerikanska spelen 2019 spelades i Lima, Peru, under perioden 4–10 augusti 2019.

## Medaljsummering

### Damernas grenar
| Damernas grenar              | Guld                                         | Silver                                    | Brons                                      |
| Damdubbel i goma trinquete   | Argentina · Cynthia Pinto & María García     | Uruguay · María Miranda & Camila Naviliat | Mexiko · Paulina Castillo & Rosa Flores    |
| Damdubbel i goma frontón     | Mexiko · Dulce Figueroa & Laura Puentes      | Kuba · Yasmary Medina & Daniela Darriba   | Argentina · Sabrina Andrade & Melina Spahn |
| Damdubbel i frontenis        | Mexiko · Guadalupe Hernández & Ariana Cepeda | Kuba · Yasmary Medina & Leyanis Castillo  | Peru · Nathaly Paredes & Mia Rodríguez     |
| Damsingel i peruansk frontón | Claudia Suárez (PER)                         | Wendy Durán (CUB)                         | Melina Spahn (ARG)                         |

### Herrarnas grenar
| Herrarnas grenar                | Guld                                                 | Silver                                   | Brons                                        |
| Herrdubbel i goma trinquete     | Argentina · Sebastián Andreasen & Santiago Andreasen | Mexiko · Daniel García & Isaac Pérez     | Chile · Manuel Domínguez & Esteban Romero    |
| Herrsingel i goma frontón       | Arturo Rodríguez (MEX)                               | Facundo Andreasen (ARG)                  | Alejandro González (CUB)                     |
| Herrdubbel i frontenis          | Mexiko · Josué López & Luis Molina                   | USA · Omar Espinoza & Salvador Espinoza  | Argentina · Jorge Alberdi & Guillermo Osorio |
| Herrdubbel i cuero frontón      | Argentina · Pablo Fusto & Alfredo Villegas           | Kuba · Armando Chappi & Frendy Fernández | Mexiko · Rodrigo Ledesma & Miguel Urrutia    |
| Herrsingel i mano frontón       | David Álvarez (MEX)                                  | Dariel Leiva (CUB)                       | Filipe Otheguy (BRA)                         |
| Herrsingel i peruviansk frontón | Cristopher Martínez (PER)                            | Guillermo Osorio (ARG)                   | Isaac Pérez (MEX)                            |